# Maria Mendes
Maria Mendes (* 28. Juni in Porto) ist eine portugiesische Jazzsängerin mit brasilianischen Wurzeln.

## Leben und Wirken
Mendes, die aus einer Musikerfamilie stammt und seit ihrem zwölften Lebensjahr in klassischem Gesang ausgebildet wurde, studierte bis 2009 in New York, Brüssel, Porto und Rotterdam Jazzgesang. Ihre Talente wurden von Quincy Jones und Hermeto Pascoal hervorgehoben. Nach erfolgreichen Auftritten beim Montreux Jazz Festival, Festival de Música de Inverno do Rio de Janeiro und dem Dutch Jazz Dag erhielt sie 2012 einen Plattenvertrag beim New Yorker Jazzlabel Dot Time, das ihr Debütalbum Along the Road veröffentlichte. 2015 folgte das Nachfolger-Album Innocentia (Sony Music Portugal). In den letzten Jahren hat sie weltweite Tourneen absolviert und ist im Amsterdamer Concertgebouw ebenso wie im New Yorker Blue Note Jazz Club sowie beim North Sea Jazz Festival und beim Festival da Jazz aufgetreten.
Mendes’ drittes Album Close to Me (Justin Time Records, 2019) mit John Beasley und Jazzcombo (sowie auf vier Stücken mit dem Metropole Orkest) wurde 2020 mit dem niederländischen Edison als bestes Vokaljazz-Album ausgezeichnet. Ihr gemeinsam mit Beasley vorgenommenes Arrangement des dort enthaltenen Fado Asas Fachadas wurde sowohl für die Grammy Awards 2021 als auch für einen Latin Grammy 2020 nominiert. Wiederum mit Beasley und dem Metropol Orkest entstand ihr Live-Album Saudade, Colour of Love (2022).